# A. Lange & Söhne
A. Lange & Söhne ist heute die geschützte Marke der deutschen Uhrenmanufaktur Lange Uhren GmbH aus Glashütte in Sachsen. Die Lange Uhren GmbH gehört wiederum zur Richemont-Gruppe.

## Geschichte

### Ab 1845

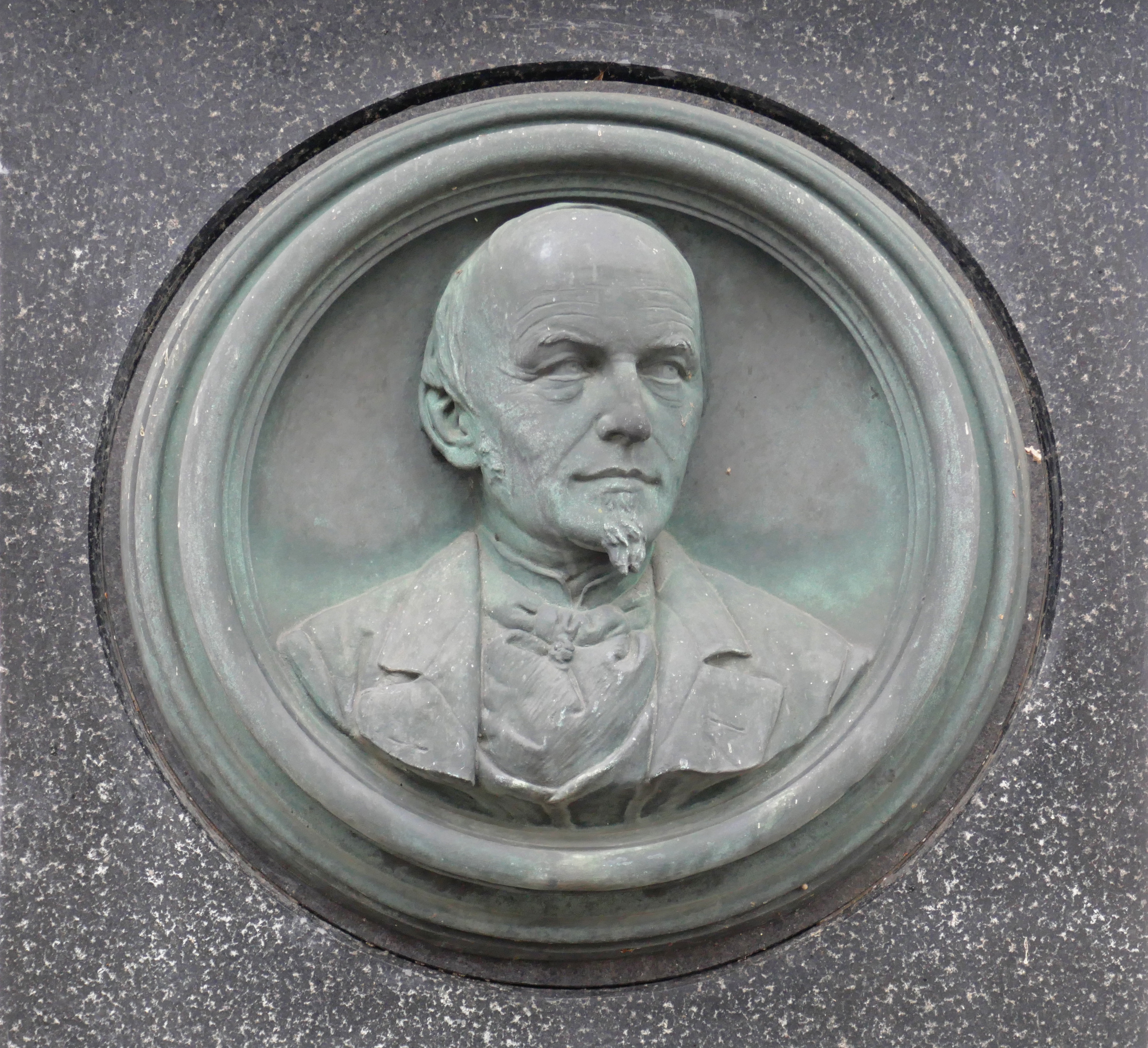
Unternehmensgründer Ferdinand Adolph Lange

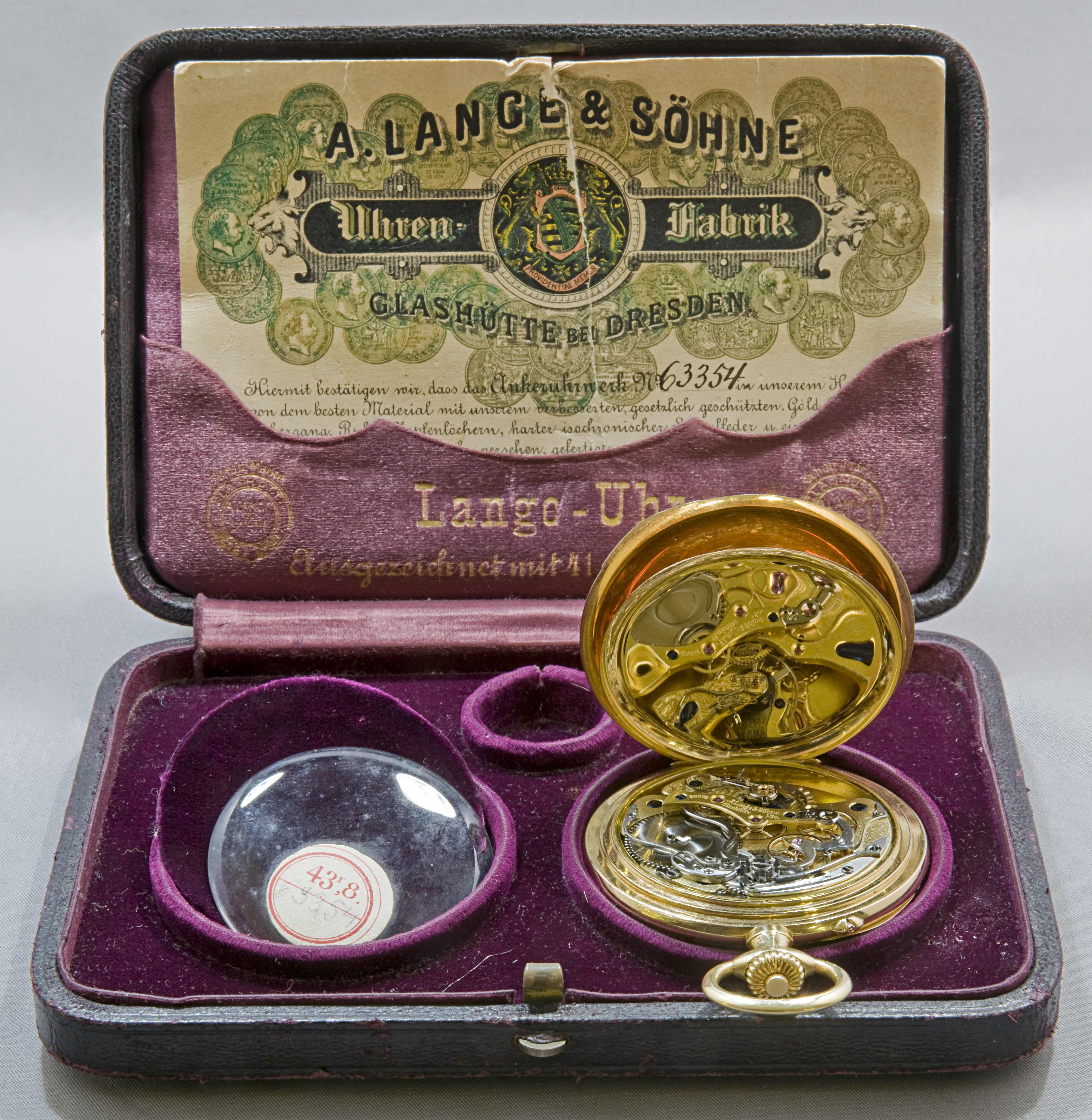
Taschenuhr mit Echtheitszertifikat von A. Lange & Söhne

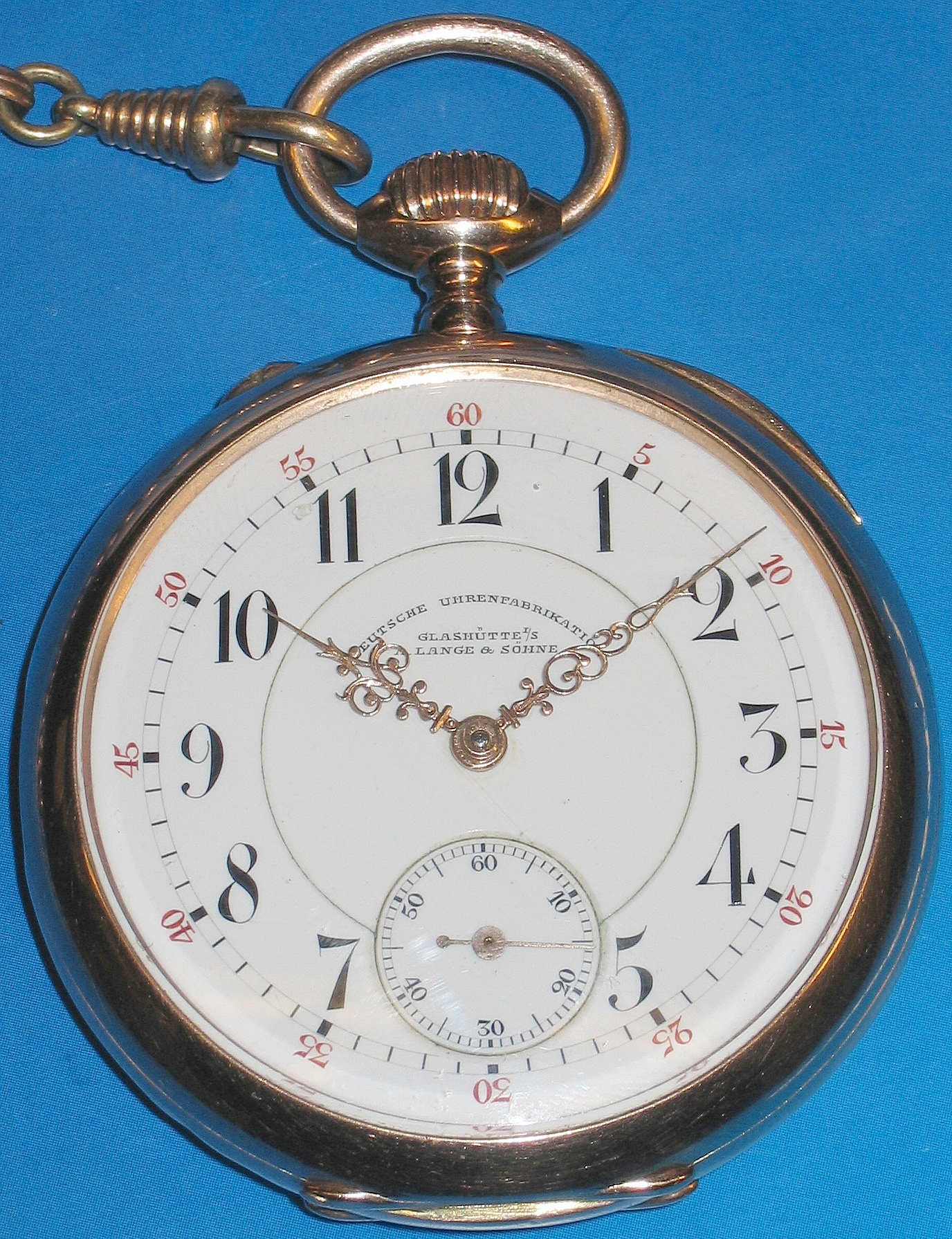
Taschenuhr von A. Lange & Söhne

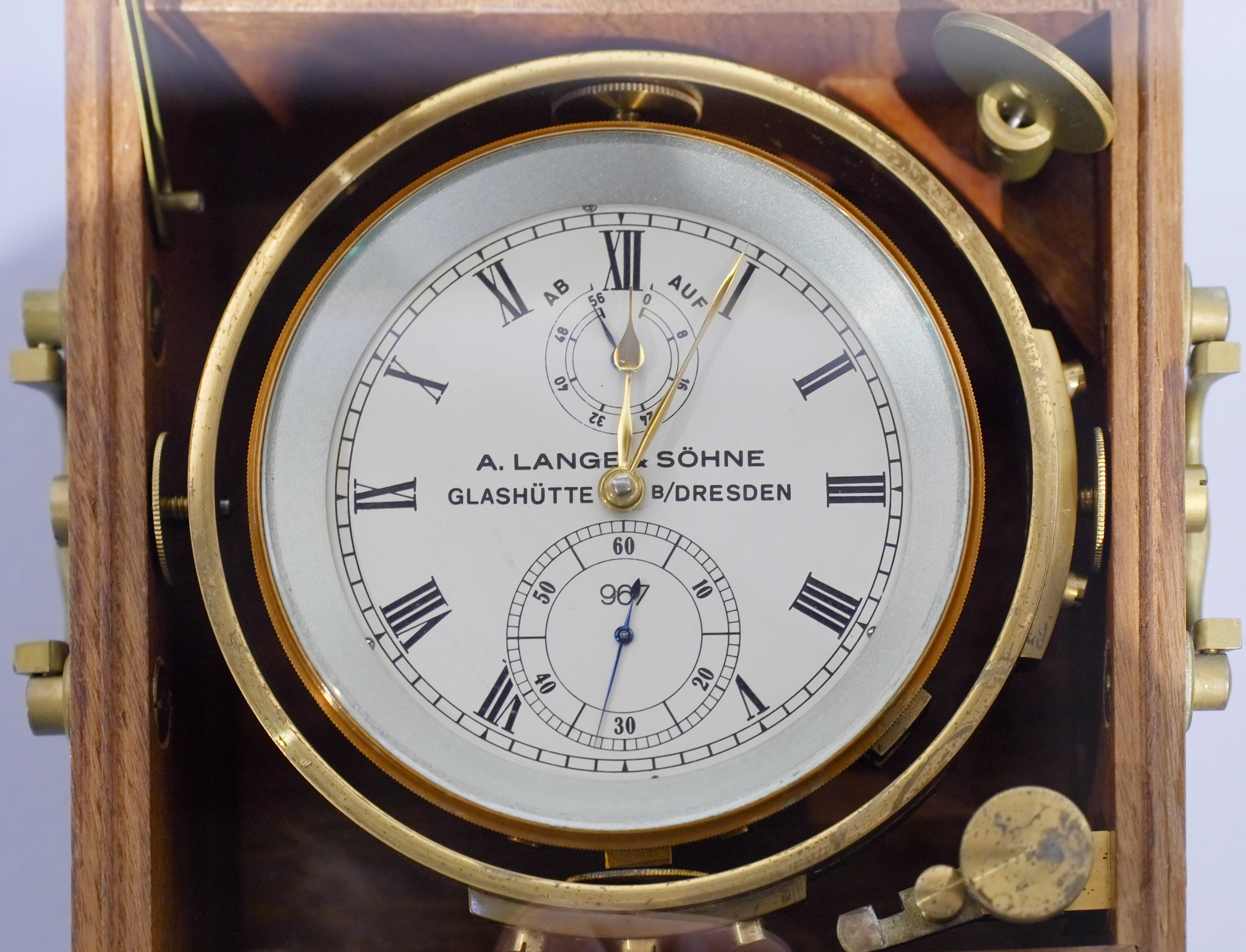
Marinechronometer von A. Lange & Söhne Glashütte (1948), GeoForschungsZentrum, Potsdam

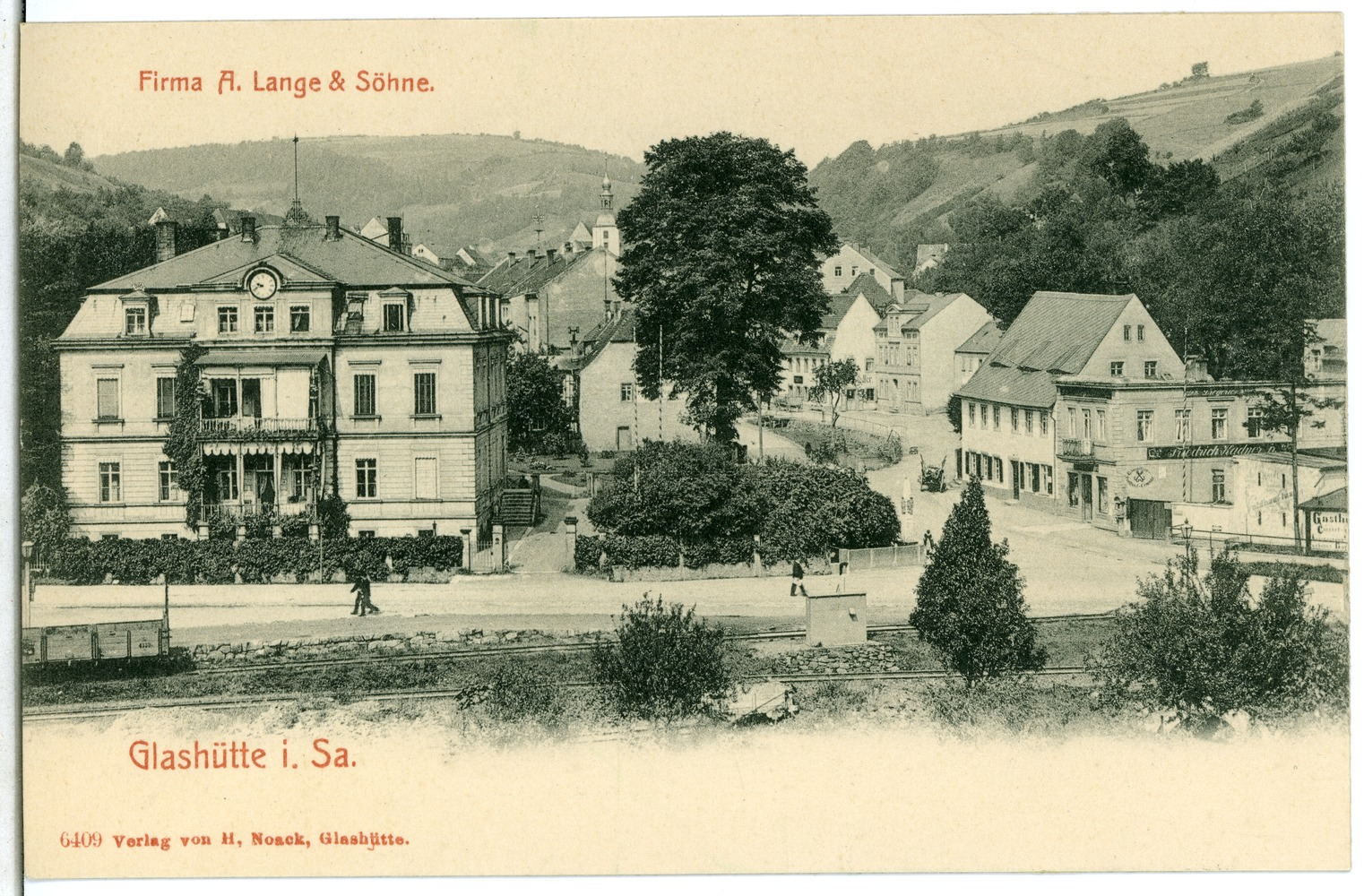
Unternehmensgebäude in Glashütte (1905)

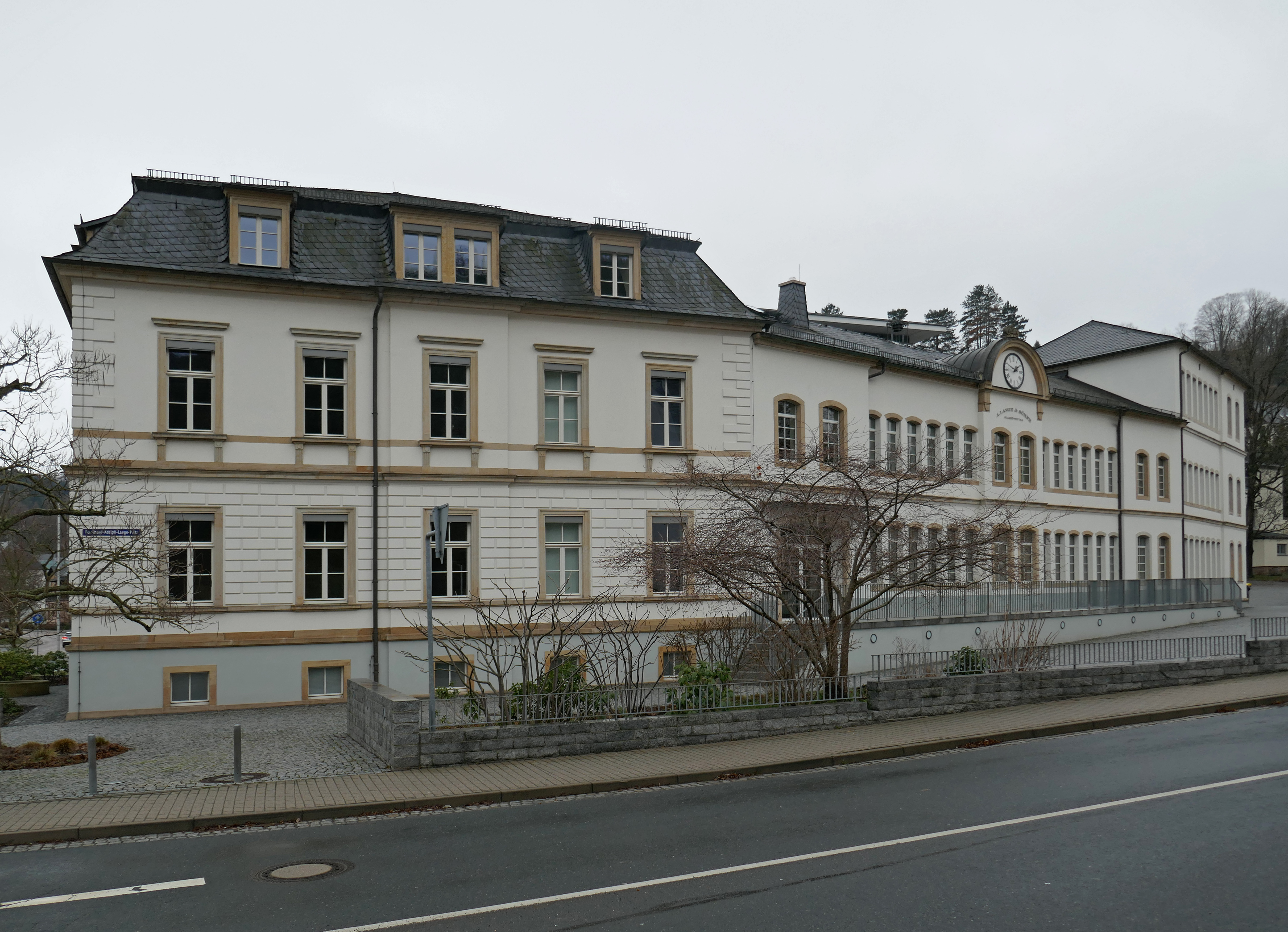
A. Lange & Söhne-Stammhaus (2018)

Am 7. Dezember 1845 gründete der sächsische Uhrmacher Ferdinand Adolph Lange, ein Schüler und Schwiegersohn des sächsischen Hofuhrmachers Johann Christian Friedrich Gutkaes senior, in Glashütte bei Dresden die Uhrenmanufaktur „A. Lange & Cie.“. In einem frühen Beispiel von staatlicher Strukturpolitik erhielt Lange als finanzielle Hilfe des königlich-sächsischen Innenministeriums einen Kredit von 7800 Talern für die Firmengründung und zur Ausbildung von 15 Lehrlingen im strukturschwachen Glashütte bei Dresden. Über längere Zeit kämpfte das Unternehmen mit Startschwierigkeiten, aber bereits 1875 verfügte der Betrieb über 70 Mitarbeiter. Ferdinand Adolph Lange brachte so einen Impuls für die Entwicklung des strukturschwachen, im sächsischen Erzgebirge gelegenen Ortes als Zentrum der deutschen Feinuhrmacherei und in Konkurrenz zu den etablierten Schweizer Herstellern. Die beiden ältesten Söhne von Ferdinand Adolf Lange, Richard und Emil Lange, traten ab 1868 in das väterliche Unternehmen ein, welches daraufhin den Namen „A. Lange & Söhne“ erhielt. Unter der Regie von Langes Söhnen gelangte die Manufaktur zu Weltruhm.
Das 1886 in Hannover gegründete Unternehmen M. Stellmann wurde gleich zu Beginn zur Haupt-Zweigniederlassung der Firma aus Glashütte.
Ende der 1930er Jahre planten Otto Lange, der Enkel Ferdinand Adolph Langes, und Herbert Wempe, Inhaber der Wempe Chonometerwerke zu Hamburg, in der Sternwarte Glashütte die Einrichtung eines Reglage-Betriebes.
Der Zweite Weltkrieg machte das Vorhaben zunichte; beide Hersteller hatten stattdessen Chronometer, Marinechronometer und Beobachtungsuhren für die deutsche Marine und Luftwaffe zu fertigen.
A. Lange & Söhne bestand bis 1948, als das Unternehmen von der sowjetischen Besatzungsmacht enteignet wurde, genau 103 Jahre. Bis zu diesem Zeitpunkt leiteten die Söhne von Emil Lange, Otto, Rudolf und Gerhard, die Geschicke. Mehr als 30 Uhrenpatente waren unter Ferdinand Adolf Lange und seinen Nachfahren entstanden.
Bis 1877 waren Firma und Markenname „A. Lange & Söhne“ gleich. 1877 erschien eine zweite, etwas vereinfachte Taschenuhrbaureihe mit der Markenbezeichnung „Deutsche Uhrenfabrikation“. A. Lange & Söhne war von da an Inhaber von zwei renommierten Uhrenmarken, später kam als dritte Uhrenmarke die Marke „OLIW“ (Original Lange Internationales Werk) hinzu, mit der der Schritt zur industriemäßigen Taschenuhrenherstellung gegangen wurde. Den Trend zur Armbanduhr verpasste A. Lange & Söhne; bis 1945 wurden bei Armbanduhren zugekaufte Uhrwerke überwiegend Schweizer Ursprungs eingebaut. Erst nach 1945 wurde das erste und – bis zur Neugründung des Unternehmens 1990 – einzige Lange-Armbanduhrwerk (Kaliber 28) entwickelt.

### Entwicklung seit den 1950er Jahren
In der Zeit der sowjetischen Besetzung ab 1945 und ab 1949 in der Deutschen Demokratischen Republik (DDR) wurden sieben noch verbliebene und in Glashütte befindliche Uhrenfabriken und Zulieferbetriebe verstaatlicht und 1951 zum Volkseigenen Betrieb VEB Glashütter Uhrenbetriebe (GUB) zusammengefasst.
Die beiden Söhne von Rudolf Lange und Urenkel von Ferdinand Adolph Lange (I), Ferdinand Adolph Lange (II) (1922–1989) und Walter Lange (1924–2017), flohen in den westlichen Teil Deutschlands. Ferdinand Adolph (II) gründete in Würm bei Pforzheim die Uhrenfabrik „A. Lange Pforzheim“ und führte deren Geschäfte. Hier wurden Uhren mit zugekauften deutschen und Schweizer Uhrwerken hergestellt, das Unternehmen bestand bis 1987. Walter Lange arbeitete in dem Betrieb als Werkstattleiter und wechselte später in die Schmuckindustrie.
Aus dem Volkseigenen Betrieb GUB ging nach der deutschen Wiedervereinigung 1993 die Glashütter Uhrenbetrieb GmbH als unmittelbarer Nachfolger des VEB hervor.

### Neugründung
Walter Lange gründete am 7. Dezember 1990 – auf den Tag genau 145 Jahre nach der Erstgründung durch seinen Urgroßvater – im 67. Lebensjahr die „Lange Uhren GmbH“ als neue Uhrenmanufaktur und erwarb dann die Markenrechte für „A. Lange & Söhne“, die durch die sowjetische Enteignung zunächst an den volkseigenen Betrieb GUB und nach der Wiedervereinigung zwischenzeitlich an die Treuhandanstalt gegangen waren. Es existiert keine direkte rechtliche Unternehmenstradition, dennoch setzt die „Lange Uhren GmbH“ die Geschichte der traditionsreichen Uhrenmarke fort. Der Wiederaufstieg der Marke ist dem damaligen Präsidenten der International Watch Company (IWC) Günter Blümlein zu verdanken. Mit finanzieller und personeller Hilfe der LMH Holding (Les Manufactures Horlogères), die damals – als gleichzeitige Eigentümerin von Vacheron Constantin und einer Mehrheit von Jaeger-LeCoultre – zur VDO gehörte und ab 1994 unter dem Dach der Mannesmann AG geführt wurde, gelang es, die Neugründung am Markt zu etablieren. 2001 ging die Firma neben einigen Schweizer Uhrenmarken zum Konzern Richemont mit Sitz im Kanton Genf über.
Am 24. Oktober 1994 präsentierten Blümlein und Lange gemeinsam die ersten vier Uhrenmodelle: die LANGE 1, den TOURBILLON „Pour le Mérite“, die SAXONIA sowie die ARKADE. Die Lange 1, die Saxonia und die Arkade waren mit dem mittlerweile markentypischen patentierten Großdatum ausgestattet – einer Großdatumsanzeige nach dem optischen Vorbild der einst von Gutkaes erbauten Bühnenuhr der Dresdner Semperoper. Weitere bekannte Modelle sind der Datograph, das Cabaret, die Langematik Perpetual, der Double Split Chronograph, die Richard Lange, der Tourbograph Pour le Mérite, die Zeitwerk und die Saxonia mit dem Automatikwerk „Sax-0-Mat“.
Im zweijährlichen vom Magazin Wirtschaftswoche erstellten Ranking der 30 wichtigsten deutschen Luxusmarken erreichte die Uhrenmarke „A. Lange & Söhne“ 2007 den ersten Platz, noch vor der Maybach-Automobilmanufaktur. Im Juli 2008 wurde der 500. Mitarbeiter eingestellt.
Am 26. August 2015 wurde in Glashütte ein neues, größeres Manufakturgebäude von Kanzlerin Angela Merkel eingeweiht. Die 5.400 Quadratmeter Fläche bieten Platz für 200 Mitarbeiter.
Die Uhrmacher arbeiten in hellen Ateliers in einer fast staubfreien Atmosphäre. Dabei entstand zugleich die größte Geothermieanlage Sachsens. Das mit Erdwärme klimatisierte Gebäude arbeitet vollkommen CO2-neutral.
Der 2016 vorgestellte Datograph Perpetual Tourbillon vereint drei außergewöhnliche Komplikationen: einen Flyback-Chronographen mit exakt springemdem Minutenzähler, einen ewigen Kalender mit sprunghaft weiterschaltenden Anzeigen und ein Tourbillon mit Sekundenstopp.
Im Inneren des Lange-exklusiven Honiggold-Gehäuses schlägt das weiterentwickelte, aus 684 Teilen bestehende Manufakturkaliber 1.952.4.
Am 17. Januar 2017 starb der Wiederbegründer Walter Lange im Alter von 92 Jahren.
2020 blickte Glashütte auf 175 Jahre Uhrengeschichte zurück. Im Rahmen dieses Jubiläums wurde am 18. September 2020 das Walter Lange Denkmal Glashütte eingeweiht.

### Uhrenrevolution
Die Lange 31 ist die weltweit erste mechanische Armbanduhr mit einer Gangreserve von 31 Tagen. Diese Uhr aus der Saxonia-Familie verfügt über ein patentiertes Nachspannwerk mit zwei jeweils 1.850 Millimeter langen Aufzugsfedern, die für die nötige Energie sorgen und bis zu zehn Mal so lang sind wie bei mechanischen Armbanduhren mit üblicher Gangreserve. Aufgezogen wird die Lange 31 mit einem Schlüssel.

## Herkunftsbezeichnung „Glashütte“ für Uhren
Am 22. Februar 2022 trat die Verordnung zum Schutz der geographischen Herkunftsangabe Glashütte in Kraft Damit gilt: Die Herkunftsangabe „Glashütte“ darf im geschäftlichen Verkehr nur für solche Uhren verwendet werden, die im Herkunftsgebiet hergestellt worden sind. Das Herkunftsgebiet umfasst folgende Gebiete im Freistaat Sachsen:  die Stadt Glashütte, die Ortsteile Bärenstein und Lauenstein der Stadt Altenberg für die Zulieferung und Veredlung sowie Dresden für bestimmte Veredlungsschritte.

## Besondere Modelle (Auswahl)

### Historische Uhren
- Grande Complication Nr. 42500

### Aktuelle Kollektion
- 1815
- Arkade
- Cabaret
- Lange 1
- Langematik
- Odysseus Chronograph
- Richard Lange
- Saxonia
- Zeitwerk

## Auszeichnungen
Als erste nicht Schweizer Marke wurde A. Lange & Söhne 2009 beim Grand Prix d’Horlogerie de Genève ausgezeichnet.
Kaum ein Zeitmesser wurde in den letzten Jahrzehnten so oft ausgezeichnet wie die Lange 1, sie wurde u. a. „Uhr des Jahres“ 1995 und 1997.
2021 zeichnete das Wirtschaftsmagazin Capital die Cabaret Tourbillon von A. Lange & Söhne als beste Uhr des Jahres in der Kategorie Métiers d'Art mit dem „Capital Watch Award“ aus. Nur ein Jahr später konnte eine weitere Uhr aus dem Hause Lange erneut diesen Preis 2022 gewinnen.